# PIXELearning Ltd
PIXELearning là một công ty công nghệ học tập chuyên về phần mềm trò chơi giáo dục. Công ty được thành lập bởi Kevin Corti và Suraj Rana vào năm 2002, cả hai đều theo học tại Đại học Coventry. PIXELearning có trụ sở tại Coventry, Vương quốc Anh. Công ty đã giành được giải thưởng ASTD.

## Sản phẩm và công nghệ
LearningBeans là một nền tảng học tập dựa trên trò chơi. LearningBeans sử dụng công nghệ Flash và bao gồm một số công cụ và API được sử dụng để tạo các ứng dụng trò chơi.

## Giải thưởng
- Trò chơi giáo dục hấp dẫn & phổ biến nhất (2009) - á quân: Giải thưởng The Business Game ASG[1]
- Công nghệ cho e-Learning mới tốt nhất (2008) DevLearn demofest: Our Worlds of Makrini DevLearn 08[2]